# Mykola Tschernjawskyj
Mykola Fedorowytsch Tschernjawskyj (* 22. Dezember 1867jul. / 3. Januar 1868greg. in Schachowe, Gouvernement Jekaterinoslaw, Russisches Kaiserreich; † 19. Januar 1938 in Cherson, Ukrainische SSR) war ein ukrainischer Schriftsteller, Pädagoge und Aktivist.

## Leben
Mykola Tschernjawskyj kam als Kind einer Priesterfamilie in der heute ukrainischen Oblast Donezk zur Welt. 1889 absolvierte er das Theologische Seminar in Jekaterinoslaw und lehrte im Anschluss an einer kirchlichen Schule in Bachmut. Aus dieser Zeit stammen auch seine ersten bekannten Gedichte. Von 1901 bis 1903 arbeitete er als Statistiker in Tschernihiw und daraufhin bis 1919 in der Gouvernementsverwaltung in Cherson. Ab 1919 war er in Cherson erneut als Lehrer tätig.
Während der Sowjetherrschaft war er literarisch nicht mehr sehr aktiv und nach 1933 publizierte er nicht mehr. Später wurden seine Schriften verboten und er politisch verfolgt. Am 14. Oktober 1937 wurde er verhaftet, am 27. November 1937 vor der Troika des NKWD zum Tode verurteilt und am 19. Januar 1938 erschossen. Nach dem Tod von Josef Stalin wurde er 1956 rehabilitiert und einige kurze Sammlungen von ihm veröffentlicht. Jedoch wurde er weiterhin von sowjetischen Kritikern des ukrainischen Nationalismus beschuldigt.
Tschernjawskyj publizierte mehrere Gedichtsammlungen, deren lyrische Poesie themenreich ist, aber auch viele, von Taras Schewtschenko und der ukrainischen Folklore beeinflusste, Liebesdichtungen enthält. Seine historischen Gedichte widmeten sich der Kosakenzeit, insbesondere der Ära von Hetman Bohdan Chmelnyzkyj.